# سارا منزس
سارا منزس (پرتغالی: Sarah Menezes؛ زادهٔ ۲۶ مارس ۱۹۹۰) جودوکار اهل برزیل است.
وی در مسابقات کشوری و بین‌المللی در مجموع برندهٔ ۶ مدال طلا، ۲ مدال نقره، ۶ مدال برنز شده‌است.